# Josephine Fock
Josephine Fock (født 5. september 1965) er en dansk politiker og tidligere politisk leder for partiet Alternativet. Hun blev ved folketingsvalget 2015 medlem af Folketinget. Hun stoppede i Folketinget 31. oktober 2018 til fordel for en stilling som direktør for integration i Dansk Flygtningehjælp.
I februar 2020 blev hun valgt som Alternativets politiske leder ved partiets landsmøde og efterfulgte Uffe Elbæk. Ved valget som ny politisk leder var hun ikke medlem af Folketinget. I november 2020 meddelte hun, at hun trak sig fra posten, da hun anså opgaven med at samle partiet som værende for svær. Bente Holm Villadsen har siden 2019 været forperson for partiets hovedbestyrelse.

## Baggrund
Josephine Fock blev født den 5. september 1965 i Aarhus som datter af øjenlæge Vagn Fock og lægesekretær Inger Fock. Hun er opvokset i en søskendeflok på fem i Horsens. Fock blev sproglig student fra Horsens Statsskole i 1985 og blev cand. jur. fra Aarhus Universitet i 1993. Hun har siden arbejdet i fagbevægelsen med akademikergrupper, sygeplejersker og alle de øvrige grupper i Sundhedskartellet.
Hun bor på Amager.

## Politisk karriere
Josephine Fock er medstifter af Alternativet. Den 27. november 2013 stillede hun og Uffe Elbæk sig frem og præsenterede det nye parti Alternativet. Hun arbejdede forinden på at udarbejde en tænketank, men havde problemer med at få andre med på projektet. På pressemødet redegjorde det nye parti for, at det ikke havde et traditionelt partiprogram, men at partiet ville etablere "politiske laboratorier", hvor der gennem debat skal udfindes en politik for partiet. I foråret 2014 blev der afviklet 20 politiske laboratorier rundt om i Danmark, og et egentligt politisk program for Alternativet blev vedtaget i Aarhus lørdag den 24. maj 2014.
Hun blev valgt til Folketinget i Østjyllands Storkreds ved folketingsvalget 18. juni 2015 med 3.775 personlige stemmer. Hun blev i samme ombæring Alternativets gruppeforkvinde samt finans-, skatte-, rets-, beskæftigelses- og it-ordfører. Hun stoppede dog som gruppeforkvinde i november 2017 efter en række interne krænkelsessager i Alternativet.
Josefine Fock efterfulgte Uffe Elbæk som politisk leder af Alternativet i februar 2020. Det fik flere folketingsmedlemmer til at forlade partiet, og Uffe Elbæk udtalte efterfølgende, at han og andre var bange for Josefine Fock pga. hendes temperament og grænseoverskridende adfærd. 
Siden har Fock meldt sig ud at partiet og arbejder nu blandt andet som vært på Den Uafhængige.

### Holdning til borgerløn
Fock er tilhænger af borgerløn.